# 烏羅扎伊內 (文尼察州)
49°8′39″N 28°23′8″E / 49.14417°N 28.38556°E
烏羅扎伊内（烏克蘭語：Урожайне），是烏克蘭的村落，位於該國西南部文尼察州，由文尼察區赫尼万市镇負責管轄，始建於1600年，面積0.94平方公里，海拔高度272米，2001年人口283，人口密度每平方公里302.67人。